# José Longás Pellicena
José Longás Pellicena (Saragossa, 1952) fou un empresari que dirigí BSH Electrodoméstico España. Ara està jubilat. Destaca per ser un impulsor del teixit empresarial espanyol.
És enginyer industrial per la Universitat Politècnica de Madrid i el Programa de Desenvolupament Directiu en Business Administration a l'IESE. El 1975 començà a treballar amb l'empresa J.I. Case, del grup d'empreses Grupo Tenneco. El 1985 s'incorpora a Balay com a Cap de Projectes d'Enginyeria i Director del Servei Tècnic. Des del 2000 començà a dirigir BSH Electrodoméstico España, portant a l'empresa a una etapa de desenvolupament transformador. Desenvolupà la responsabilitat social empresarial. Presidí el Club de Excelencia en Sostenibilidad des de 2011.
Es jubilà l'1 d'agost del 2017 i fou substituït per Fernando Gil en la direcció de BSH Electrodoméstico España. A una entrevista feta el 2017 es declarà en desacord amb Podemos i els separatistes, tot afirmant que fan malbé el sistema de convivència.